# Belgia na Zimowych Igrzyskach Olimpijskich 1988
Belgię na Zimowych Igrzyskach Olimpijskich 1988 reprezentowała 1 zawodniczka.

## Skład kadry

### Łyżwiarstwo figurowe
Kobiety
- Katrien Pauwels
  - Singiel - 17. miejsce